# 次亜塩素酸カルシウム
次亜塩素酸カルシウム（じあえんそさんカルシウム、Calcium hypochlorite）は、化学式 CaCl(ClO)・H2OまたはCa(ClO)2の粉末。原料由来水酸化カルシウムを含有する次亜塩素酸カルシウムの製品はさらし粉（晒し粉、さらしこ）と呼ばれる。
さらし粉は消石灰（水酸化カルシウム、Ca(OH)2）に塩素を吸収させて製造する。ドイツ語でクロールカルキ（Chlorkalk）、略してカルキ、あるいは訳して塩化石灰ともいう。
次亜塩素酸カルシウムの含有量は塩素を通じる量によって変わり、高含有量 (70%) の製品が高度さらし粉Ca(ClO)2（次亜塩素酸カルシウム、CAS登録番号 7778-54-3）と呼ばれ、水酸化カルシウムは試薬の不純物程度である。高度さらし粉は、吸湿性が小さく、長期の保存に耐えるなどの利点がある。水に可溶で酸化力が強い。漂白・消毒に使用される。また、これを固形化したものはプール（及び付帯施設の足洗い場・腰洗い槽）の消毒によく用いられる。

## 反応
塩酸と反応して塩素を発生する。
{\displaystyle {\ce {4HCl + Ca(ClO)2 -> CaCl2 + 2Cl2 + 2H2O}}}
{\displaystyle {\ce {{2HCl}+CaCl(ClO)\cdot \ H2O->{CaCl2}+{Cl2}+2H2O}}}
これは塩素の実験室的発生方法に用いられることがある。
また、水、エタノールと反応して、水酸化カルシウム、クロロホルムと酸素を生じる。
{\displaystyle {\ce {H2O + C2H5OH + 3Ca(ClO)2 -> 3Ca(OH)2 + 2CHCl3 + O2}}}
類似の反応は他のアルコールでも起こるものがある。
アニリンにさらし粉や次亜塩素酸ナトリウムを加えると赤紫色に呈色する。また、硫酸酸性の K2Cr2O7 水溶液で酸化するとアニリンブラックを生じる。
180℃の加熱により分解し、酸素を放出し酸化剤となる。単独では燃焼しない。
{\displaystyle {\ce {Ca(ClO)2 ->[{180℃}] CaCl2 + O2}}}

## 歴史

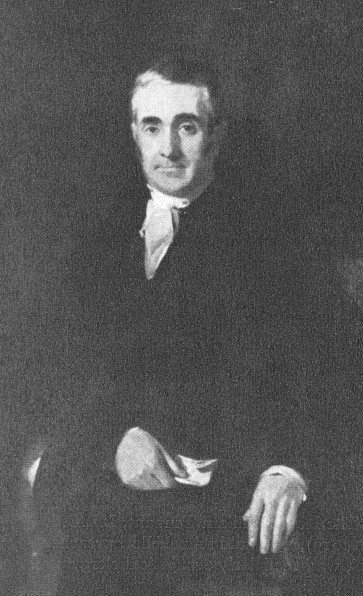
チャールズ・テナント

塩素による漂白作用は1785年にクロード・ルイ・ベルトレーにより発見されたが、塩素自体の臭い及び毒性の強さから、漂白剤としての実用化は困難であった。その後、塩素を石灰水に溶かすと安全かつ漂白作用を維持できることに気づいたベルトレーは、1786年にジェームズ・ワットにこのことを教えた。ワットからこのことを伝えられたチャールズ・テナントは、1799年に固体で保存できるさらし粉を完成させた。